# Wu Sha
Wu Sha (chiń. 吴莎; ur. 21 października 1987) – chińska lekkoatletka, skoczkini o tyczce.

## Osiągnięcia
- złoto mistrzostw Azji juniorów (Bangkok 2002)
- złoty medal mistrzostw Azji (Manila 2003)
- srebro mistrzostw Azji (Guangdong 2009)
- reprezentantka Chin w meczach międzypaństwowych
- medalistka mistrzostw kraju i Chińskiej Olimpiady Narodowej

## Rekordy życiowe
- skok o tyczce (stadion) – 4,40 (2009 i 2013)
- skok o tyczce (hala) – 4,30 (2005)